# Apskritis de Tauragė
L'apskritis de Tauragė (en lituanien : Tauragės apskritis) est l'un des dix apskritys de Lituanie. Il est situé à l'ouest du pays. Sa capitale administrative est Tauragė.
L'apskritis de Tauragė est divisé en quatre municipalités :
- municipalité du district de Jurbarkas ;
- municipalité de Pagėgiai ;
- municipalité du district de Šilalė ;
- municipalité du district de Tauragė.